# قرار مجلس الأمن التابع للأمم المتحدة رقم 1665
قرار مجلس الأمن التابع للأمم المتحدة رقم 1665، الذي اتخذ بالإجماع في 29 مارس 2006، بعد أن ذكر القرارات السابقة بشأن الوضع في السودان، ولا سيما القرارات 1556 (2004)، 1591 (2005) و1651 (2005)، مدد مجلس الأمن ولاية لجنة مراقبة العقوبات وانتهاكات حقوق الإنسان في منطقة دارفور حتى 29 سبتمبر / أيلول 2006.

## أعمال
القرار، الذي تم سنه بموجب الفصل السابع من ميثاق الأمم المتحدة، مدد فريق الخبراء الذي تم إنشاؤه بموجب القرار 1591 وتم تمديده بموجب القرار 1651 حتى 29 سبتمبر 2006، وطالب بتقديم تقرير عن تنفيذ العقوبات والملاحظات على حقوق الإنسان. تم حث جميع هيئات الأمم المتحدة ذات الصلة، والاتحاد الأفريقي وغيرها على التعاون مع فريق الخبراء واللجنة المنشأة بموجب القرار 1591.

## روابط خارجية
- نص القرار في undocs.org